# Port House Antwerpen
Koordinaten: 51° 14′ 28″ N, 4° 24′ 26,5″ O

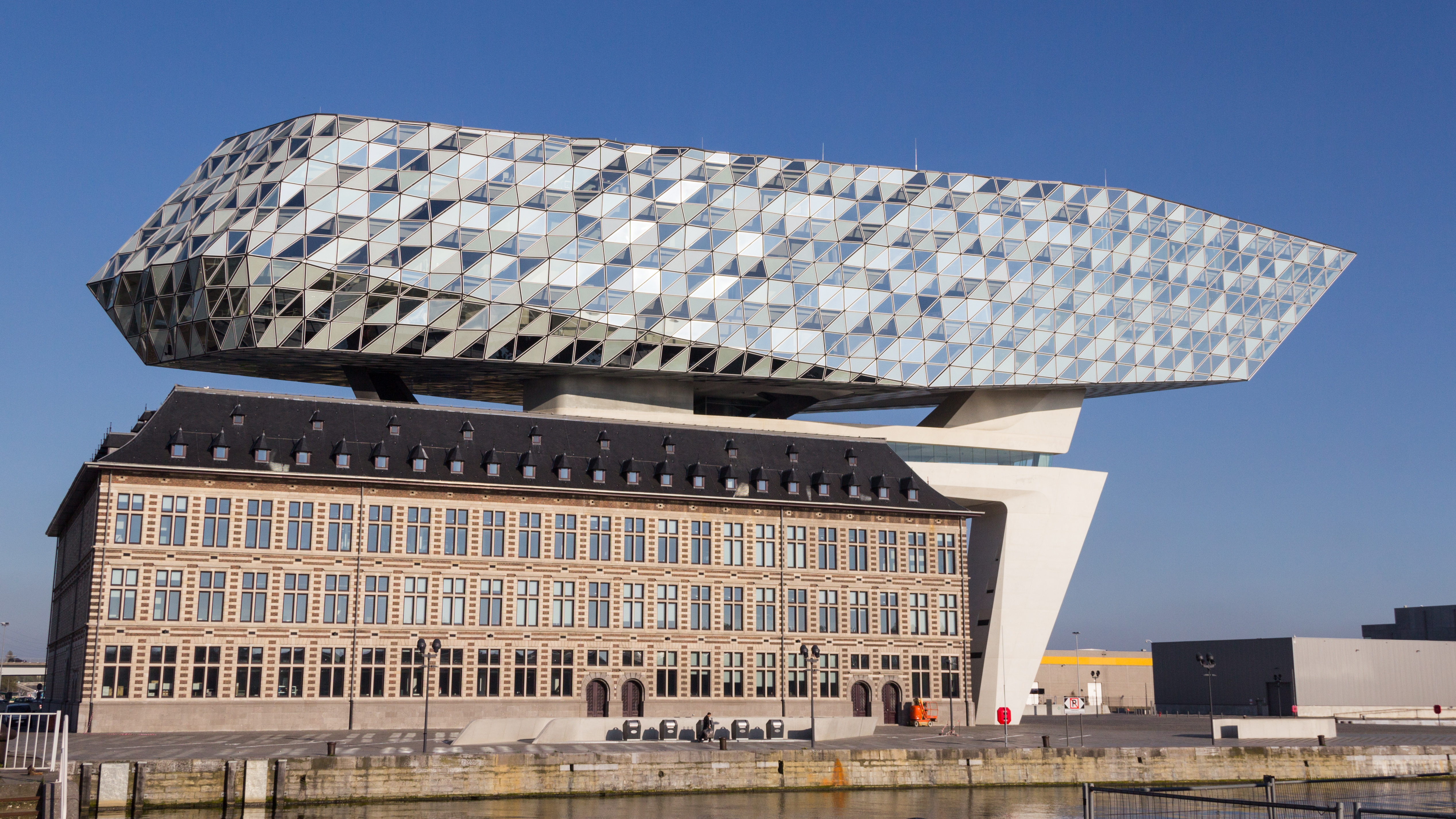
Port House/Havenhuis

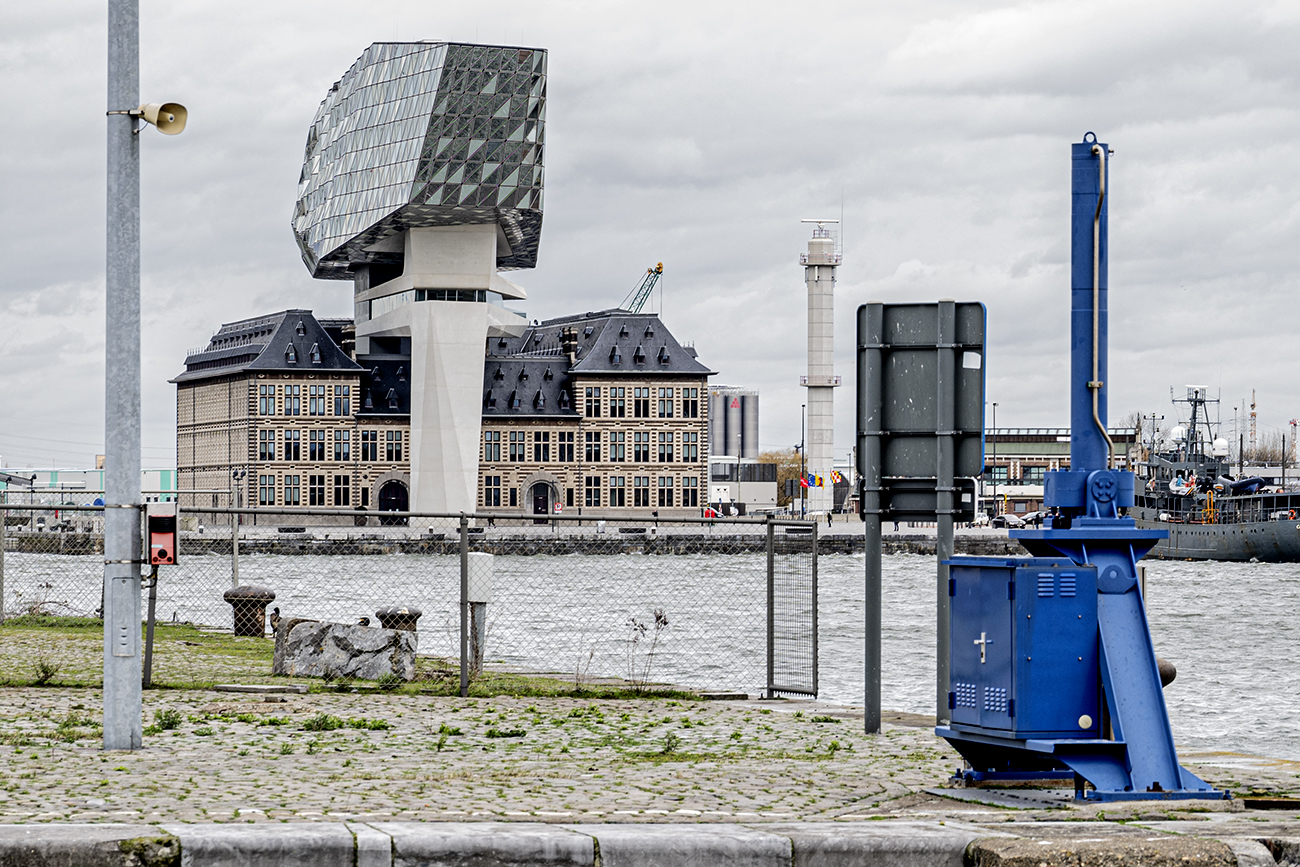
Port House/Havenhuis in Antwerpen

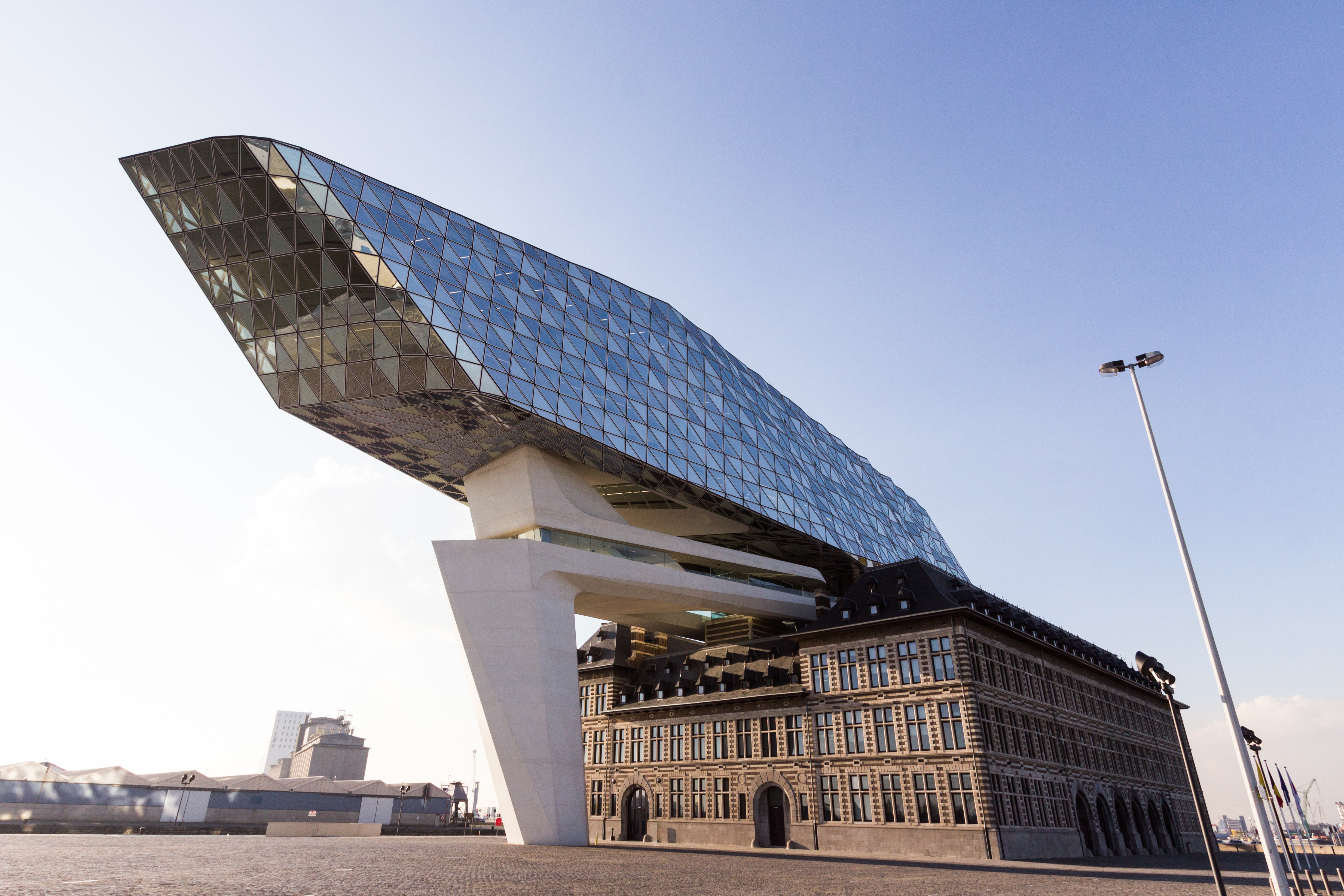
Gebäude von der Südostseite

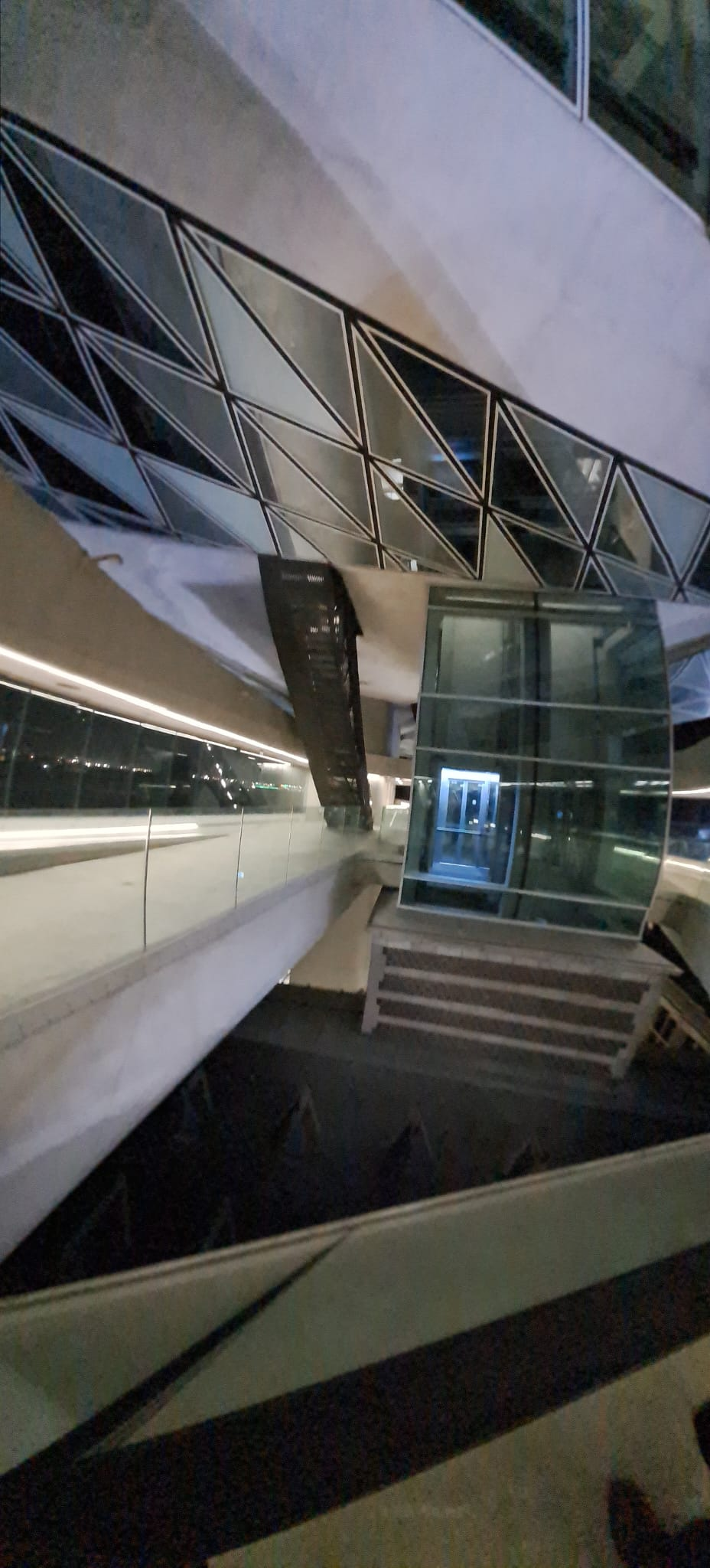
Panoramabrücke und -aufzug des Havenhuis

Das Port House bzw. Havenhuis ist ein Behördenbau in Antwerpen. Es besteht aus dem Gebäude einer ehemaligen Feuerwache und einem Neubau von Zaha Hadid, der 2016 fertiggestellt wurde. Das Gebäude befindet sich am Kattendijkdok im Hafen von Antwerpen und beherbergt unter anderem die Antwerpener Hafenbehörde.

## Vorgeschichte
Die Hafenbehörde von Antwerpen war in den 1990er-Jahren an verschiedenen Standorten in Antwerpen untergebracht, die zusammengelegt werden sollten. Sie entschied sich für die Umwidmung einer ehemaligen im hanseatischen Stil errichteten Feuerwache im Hafengebiet, die allerdings nicht ausreichend Raum bot.
Gemeinsam mit der flämischen Baubehörde schrieb sie 2008 für einen Erweiterungsbau einen Wettbewerb aus. Diesen Wettbewerb gewann „Zaha Hadid Architects“. Der Entwurf von Zaha Hadid und Patrik Schumacher entstand in Zusammenarbeit mit dem belgischen Beratungsunternehmen Origin. Als Ziele wurden definiert: Die bestehende einheitliche Fassade der ehemaligen Feuerwache sollte erhalten bleiben, die Nord-Süd-Ausrichtung nicht verändert und ein Bezug zur Umgebung hergestellt werden. Auf diese Weise entstand die Idee eines Neubaus über dem historischen Bau, der an die Form eines Schiffes erinnert und das Umfeld, z. B. das Wasser der Hafenbecken, spiegelt. Gleichzeitig weckt der Baukörper Assoziationen an einen Diamanten und damit einen Bezug zum in Antwerpen ansässigen Diamantenhandel. 

## Konstruktion
Markantestes Merkmal des Port House ist die aus dreieckigen Elementen bestehende Fassade des neuen Gebäudeteils, welcher der alten Feuerwache aufgesetzt wurde. Die transparenten und mattierten Scheiben dieses Gebäudeteils sind an der Vorderseite des Gebäudes flach aneinandergereiht und entwickeln an den Flanken bis zum rückseitigen Teil des Gebäudes eine wellenförmige Oberfläche. Die dadurch provozierten Lichtreflexionen sind für das Gebäude charakteristisch. Der darin begründete, futuristische Eindruck des Neubaus steht im Kontrast zur klassischen Gestaltung der ehemaligen Feuerwache. Im vorderen Teil des neuen Gebäudeteils befinden sich drei, im hinteren vier Stockwerke.
Der Baukörper des Neubaus ruht auf zwei Stützen. Die Stütze an der Vorderseite des Gebäudes besteht aus Sichtbeton und greift mit ihrem Grundriss die keilförmige Silhouette der darüber liegenden Glasfassade auf. Die zweite Stütze steht im Innenhof der ehemaligen Feuerwache und beherbergt das Treppenhaus und den Aufzug, der den alten und den neuen Gebäudeteil miteinander verbindet. Die Panorama-Aufzüge und eine externe Brücke erlauben den Zugang zum Erweiterungsbau, der Ausblicke auf Hafen und Stadt gibt. Der Innenhof der alten Feuerwache wurde zum Empfangsraum/Foyer umgestaltet und erhielt ein Glasdach. Angeschlossen ist der historische Leseraum mit Bibliothek in der renovierten Wagenhalle.
Der Altbau hat eine Gesamtfläche von 6.600 m². Der Neubau hat eine Gesamtfläche von 6.200 m². Mit dieser Fläche bietet das Gebäude einen Platz für etwa 500 Angestellte der Hafenbehörde Antwerpens. Im Rahmen des Neubaus wurde zudem eine 8.000 m² große Tiefgarage angelegt, die sich unterhalb des Platzes auf der Vorderseite des Gebäudes befindet.